# 807
Раннє Середньовіччя. Епоха вікінгів. Реконкіста.
У Східній Римській імперії продовжується правління Никифора I. Імператор Заходу Карл Великий править Франкським королівством. Північ Італії належить Франкському королівству, Рим і Равенна під управлінням Папи Римського, герцогства на південь від Римської області незалежні, деякі області на півночі та на півдні належать Візантії. Піренейський півострів, окрім Королівства Астурія, займає Кордовський емірат. В Англії триває період гептархії. Аварський каганат припинив існування. Існують слов'янські держави: Карантанія, як васал Франкського королівства, та Перше Болгарське царство.
Аббасидський халіфат очолює Гарун ар-Рашид. У Китаї править династія Тан. В Індії почалося піднесення імперії Пала. В Японії триває період Хей'ан. Хозарський каганат підпорядкував собі кочові народи на великій степовій території між Азовським морем та Аралом. Територію на північ від Китаю займає Уйгурський каганат.
На території лісостепової України в IX столітті літописці згадують слов'янські племена білих хорватів, бужан, волинян, деревлян, дулібів, полян, сіверян, тиверців, уличів. У Північному Причорномор'ї співіснують різні кочові племена, зокрема булгари, хозари, алани, авари, тюрки, угри, кримські готи. Херсонес Таврійський належить Візантії.

## Події
- Дани висадилися в Корнуолі й утворили союз із місцевими жителями проти Вессексу.
- В Аль-Андалуському місті Мерида спалахнуло повстання проти Омеядів.
- У Китаї на державному рівні почали використовувати паперові гроші.
- Франкський король Італії Піпін Італійський змушений укласти перемир'я з Візантією після втрати Далмації та Венеції.
- Римський імператор Карл Великий послав війська вибити арабів із Корсики. Франки здобули перемогу, але втратили 13 кораблів. Перемога ефемерна, в наступні роки араби знову захоплять Корсику та Сардинію.
- Араби вчинили напад з моря на Родос. Візантійський василевс Никифор I змушений платити данину Гаруну ар-Рашиду.
- Візантія придушила повстання слов'ян на Пелопоннесі. Слов'яни на півострові приймуть християнство й еллінізуються.
- У Єрусалимі відбувся конфлікт між ченцями монастирів Мар-Саба та Оливкової гори щодо вживання filioque. З цього почалася суперечка між західними та східними християнськими церквами.
- Бенедиктинський чернець Адельм уперше в історії Європи описав сонячну пляму, хоча він сам вважав, що то був Меркурій.

## Народились
- Абу-Темам